# Tibellia
Tibellia — рід грибів родини Ramalinaceae. Назва вперше опублікована 1992 року.

## Класифікація
До роду Tibellia відносять 1 вид:
- Tibellia dimerelloides